# テルモピュライのレオニダス
『テルモピュライのレオニダス』（仏: Léonidas aux Thermopyles, 英: Leonidas at Thermopylae）は、フランスの新古典主義の巨匠ジャック＝ルイ・ダヴィッドが1814年に完成させた絵画である。油彩。ペルシア戦争における重要な戦いの1つ、紀元前480年のテルモピュライの戦いに臨むスパルタ王レオニダス1世を描いた大作で、1799年に完成した『サビニの女たち』（Les Sabines）の対作品である。しかし制作期間は1799年から1803年、1813年から1814年におよび、制作開始から実に15年もの歳月を経て完成することができた。制作にはダヴィッドの弟子ジョルジュ・ルジェが協力した。現在はパリのルーヴル美術館に所蔵されている。

## 主題
ヘロドトスによると、ペルシア戦争においてギリシア諸都市は連合し、テッサリア地方北東部のテンペー渓谷に結集した。しかしマケドニア王アレクサンドロス1世の忠告を受けて一時撤退し、防衛戦の地について再協議した。その結果、山岳地帯を通る隘路の地テルモピュライが防衛戦に理想的な場所として選ばれた。これにより数で圧倒的に優勢なペルシア軍に対して、ギリシア軍はより良い抵抗をした。スパルタの指導者であるレオニダス王は「自身と部下を犠牲にすることで、クセルクセス1世とペルシア軍の侵攻を遅らせ、ギリシア軍が最終的に勝利を収める抵抗を組織するために必要な時間を与えた」。このレオニダス王と300人の兵士による勇壮な行為と犠牲は、フランス革命前の旧体制を復活させようとしたヨーロッパのライバル国に対してフランスが独自の戦いを繰り広げていたときに、ダヴィッドにインスピレーションを与えた。彼がこの絵画を完成させた1813年から1814年、フランス第一帝政に対抗するヨーロッパの勢力が皇帝ナポレオン・ボナパルトを倒すためにフランスに侵攻しており、ダヴィッドは再びテルモピュライの戦いにおけるレオニダスの物語に触発された。

## 作品

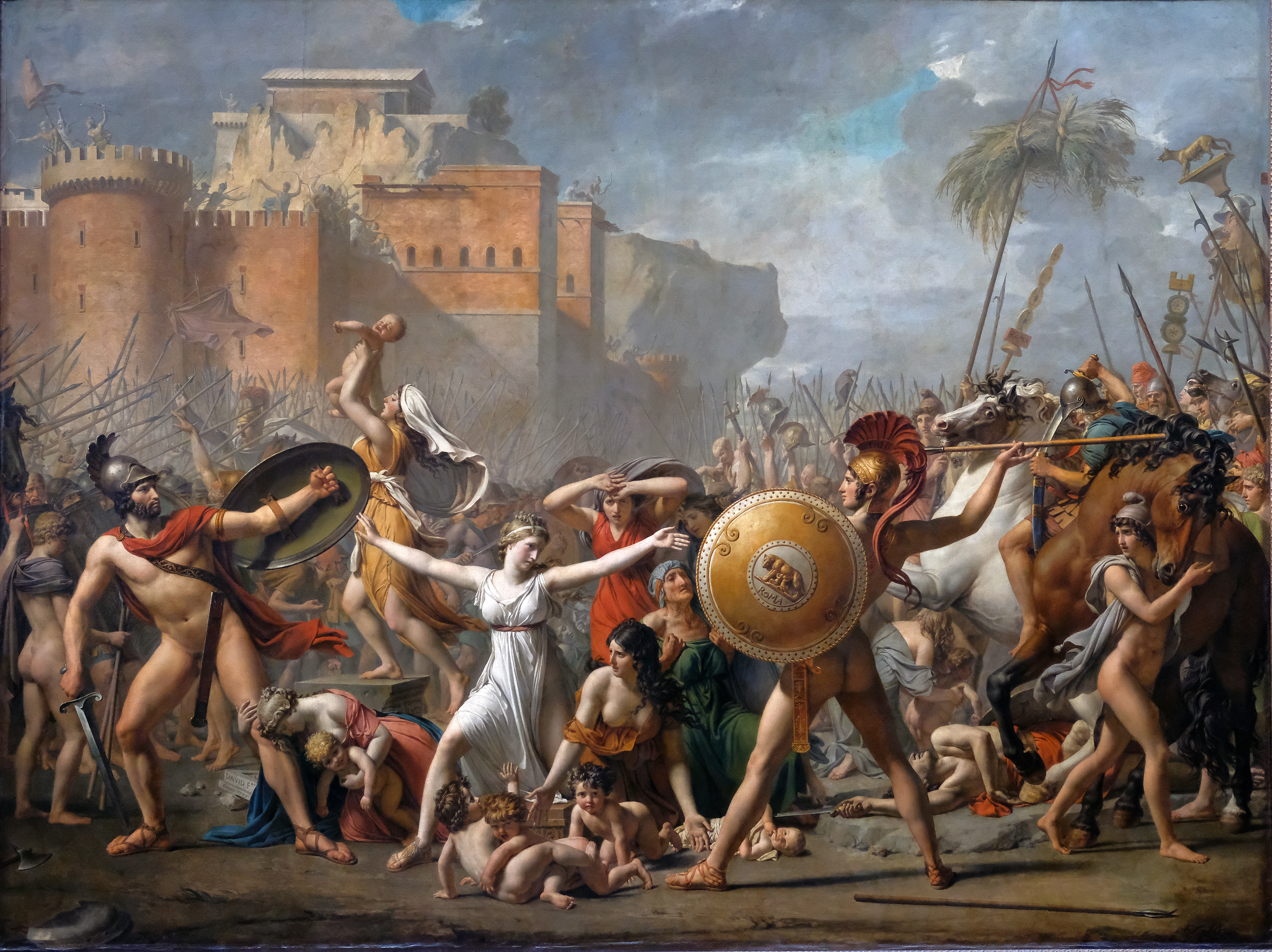
『サビニの女たち』。1799年。ルーヴル美術館所蔵。

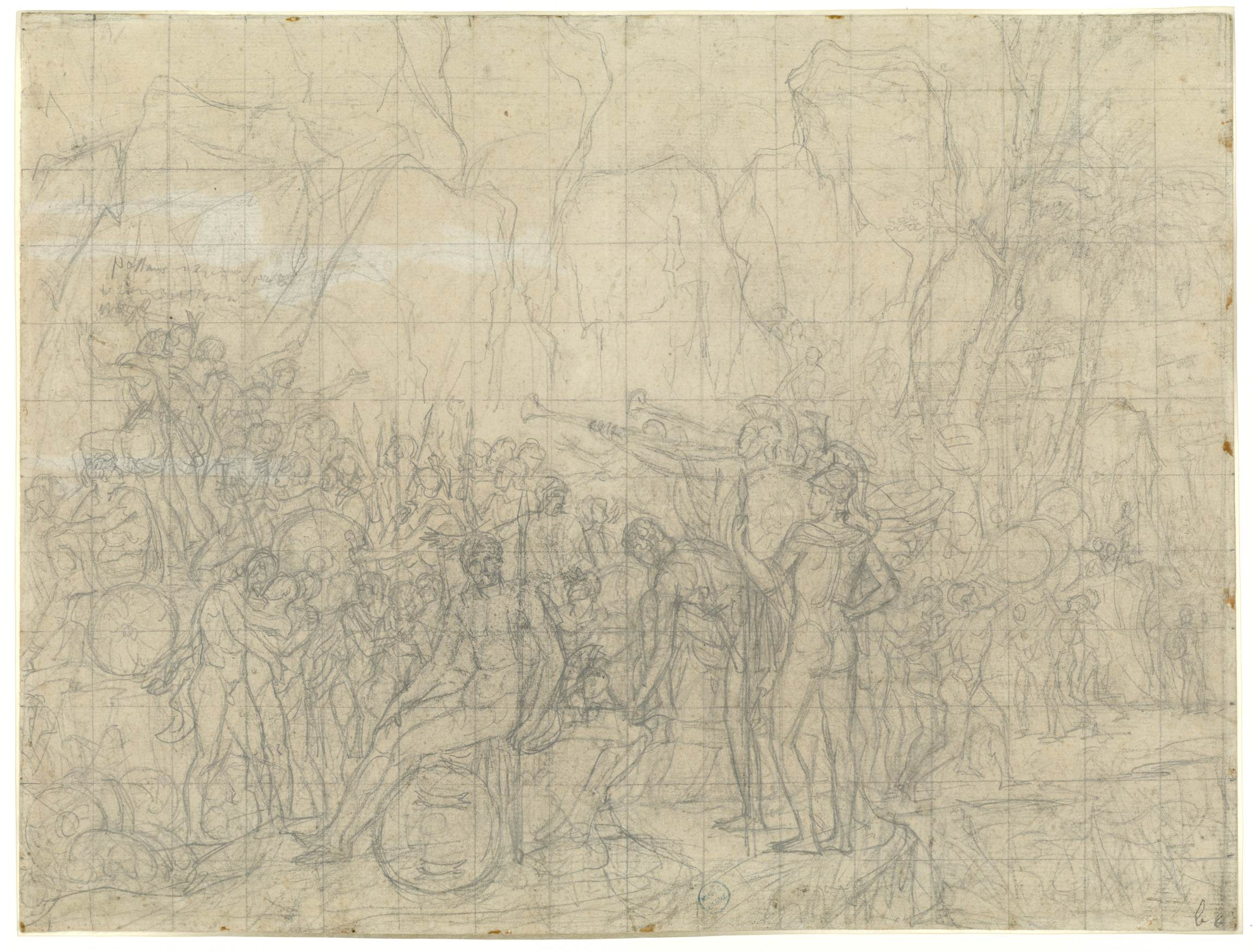
全体素描。1798年から1800年頃。ファーブル美術館所蔵。

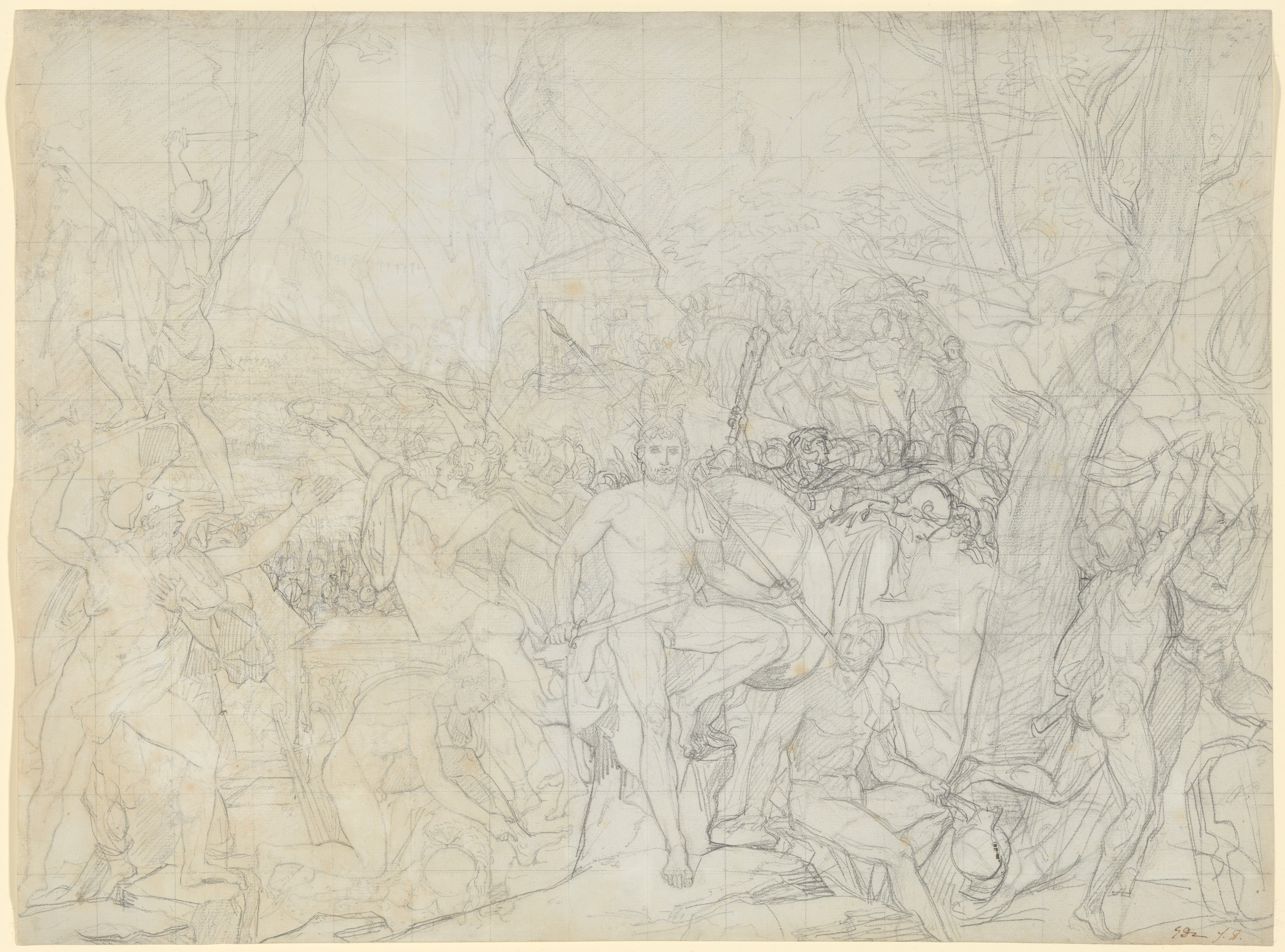
全体素描。1812年から1813年頃。メトロポリタン美術館所蔵。

ダヴィッドが描いた混雑した演劇的場面は、背景のギリシアの神殿と温帯の山々から古代ギリシアを思わせる戦争の時代を舞台にしている。舞台は紀元前480年にテルモピュライの戦いの戦場となった山道である。
『テルモピュライのレオニダス』では戦争は前景の主要人物だけにとどまらず、何百人もの兵士たちも戦っていることが暗示されている。画面右端で哨兵がラッパで武器を構える合図を吹き鳴らすと、2人の兵士が樫の木の枝に掛けられている武器を急いで集めている。前景は混沌として軍は混乱を極めているように見える一方で、軍司令官は冷静さを保っている。中央の強調された男性はレオニダスであり、鑑賞者の目をすぐに引き付ける。岩の上に座ったレオニダスは画中の部分的に影に覆われたどの人物像よりも光を浴びているだけでなく、他のほとんどの人物が行動している中で最も静止したポーズをしている。激戦が垣間見えるこの短い一瞬を捉えた構図の中で、レオニダスは自ら犠牲という行為に飛び込こもうとすることについて思索している。レオニダスは軍の司令官ではあるが、1人でこれを行うことはできない。彼の瞳は天を見つめており、決然として霊感に打たれたかのようである。レオニダスの表情は沈思黙考かあるいはほとんど敗北のそれであり、この戦いで自身と軍に待ち受ける運命を悟っているかのようである。背景の中央にはギリシア風の大きな神殿があり、この犠牲的行為の意味を強化している。
画面に描かれたほとんどすべての人物は『サビニの女たち』と同様に画面の下半分に描かれている。司令官とその右側に座ったもう1人の静止した部下との対比は、レオニダスの姿は静止しているが、部下の身体を起こした状態がレオニダスを支配者として定義していることを示すのに役立つ。右側の背景の人物はレオニダスを見上げており、軍隊が彼を神であると見なしていることを示唆する。レオニダスの理想化された人物像もこの概念に貢献しており、レオニダスの強靭さと勇壮さを伝えている。金色の刺繍が施されたケープ、派手な兜、巨大な盾はすべて、戦争におけるレオニダスの高い地位と最重要の役割を担うというアイデアに貢献している。
画面左端で槍を投げようとしている人物は盲目のスパルタ兵士エウリュトスである。ヘロドトスによると、300人のスパルタ兵のうち、重い眼病を患っていたエウリュトスとアリストデモスは開戦前にレオニダスの許可を得て戦場を離れた。しかしペルシア軍の迂回作戦を知ったエウリュトスは従卒に自分を戦場まで連れて行くよう命じ、戦場にただりつくと壮烈な討ち死にをした。画面の中の盲目のエウリュトスは瞼を閉じており、背後の従卒によって戦場へと導かれている。ダヴィッドは1814年に完成した絵画を展示した際に、レオニダスによって戦場から遠ざけられたエウリュトスが奴隷に導かれて再び彼の前に現れ、戦友とともに戦って死にたいと懇願する場面であると説明した。
エウリュトスの頭上にいる別のスパルタの兵士は岩に取りつき、剣で「通りすがりの者よ、スパルタへ行き、彼女の掟に従い、我々は倒れたと告げよ」という有名なフレーズをギリシア語で彫っている。さらにこの人物に向けて3人の若い戦士が花冠を差し出している。これはレオニダスとスパルタ軍の兵士たちが自身に待ち受ける死の運命を知っており、祖国の名の下に死ぬ覚悟をしていることを伝えている。

### 様式
ナポレオンは1799年に当時ダヴィッドの最新の絵画であった『サビニの女たち』の展示を見たとき、「戦士たちの動きのなさと固定されたポーズを批判した」。このナポレオンによる批判はダヴィッド（およびフランス王立絵画彫刻アカデミー）にインスピレーションを与えた古典的な理想に立ち返ることを強いた。この修正された傑作は、英雄的勇気を伝える歴史上のギリシア戦士の描写において、男性の美徳と美の古典的理想を尊重している。

### 準備素描
1814年にさかのぼる素描は、幾分ぎくしゃくして、くどくどした最終的な結果から出発した、2つの個別部分で仕上げられた構図研究である。この構図の研究と完成作にはいくつかの相違点があり、その1つは初期の素描から樹木と木の枝を除去したことで背景がより完全に見えるようになったことである。初期習作から古典的な男性像が含まれていた。

## 来歴
ダヴィッドは1814年に絵画を完成させると自身の工房で展示した。1819年11月にフランス国王ルイ18世によって、『サビニの女たち』とともに10万フランで購入された。

## ギャラリー

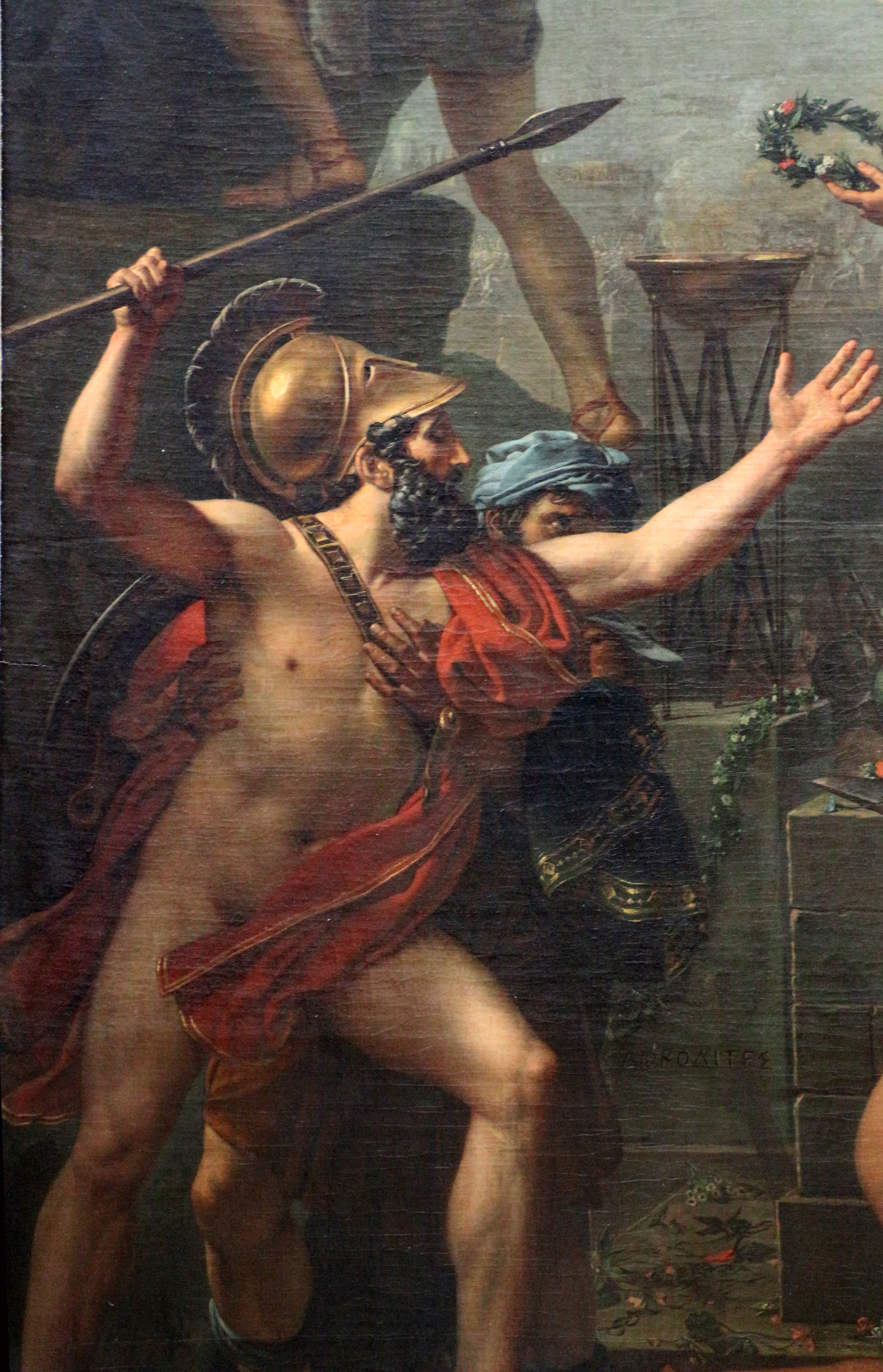
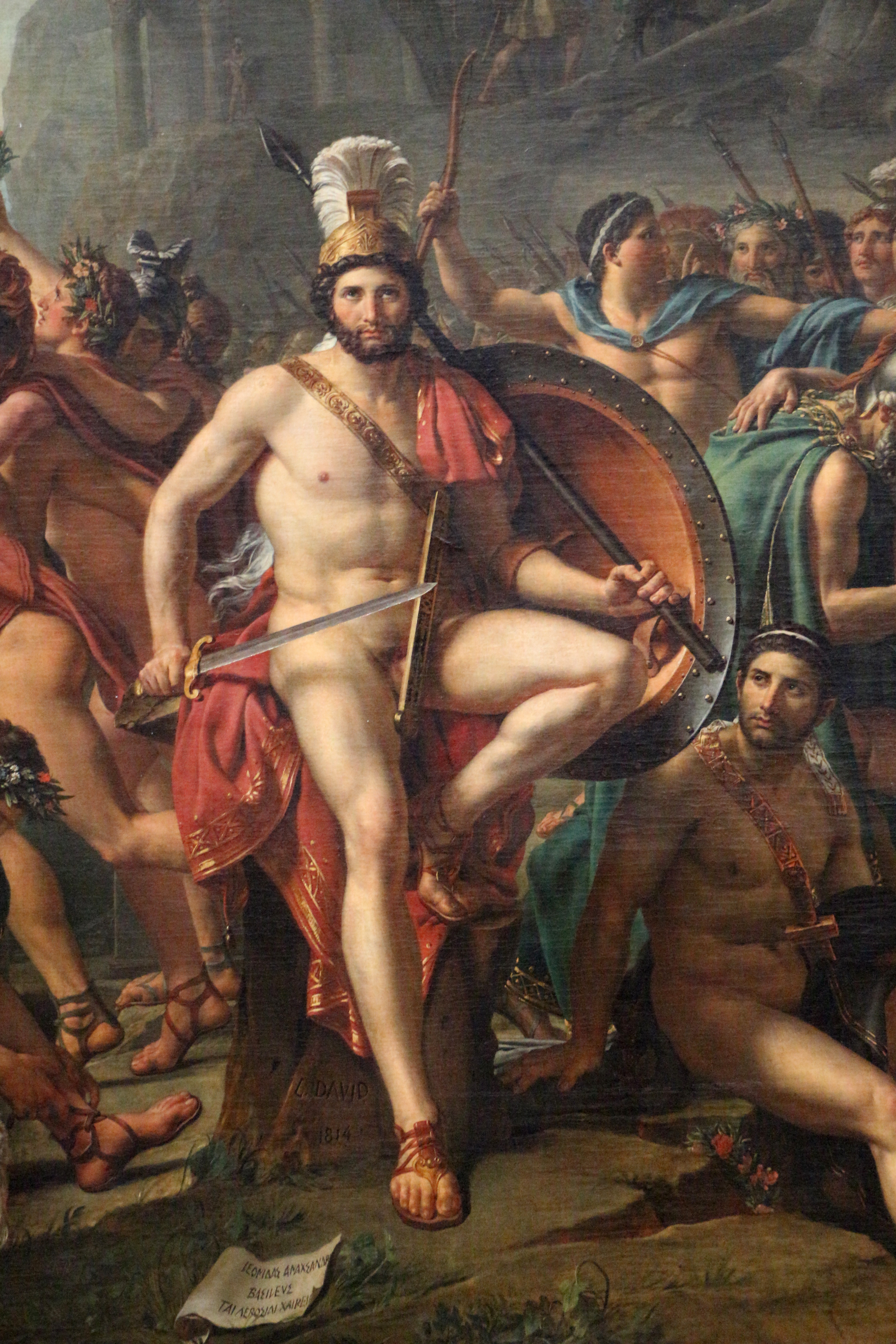
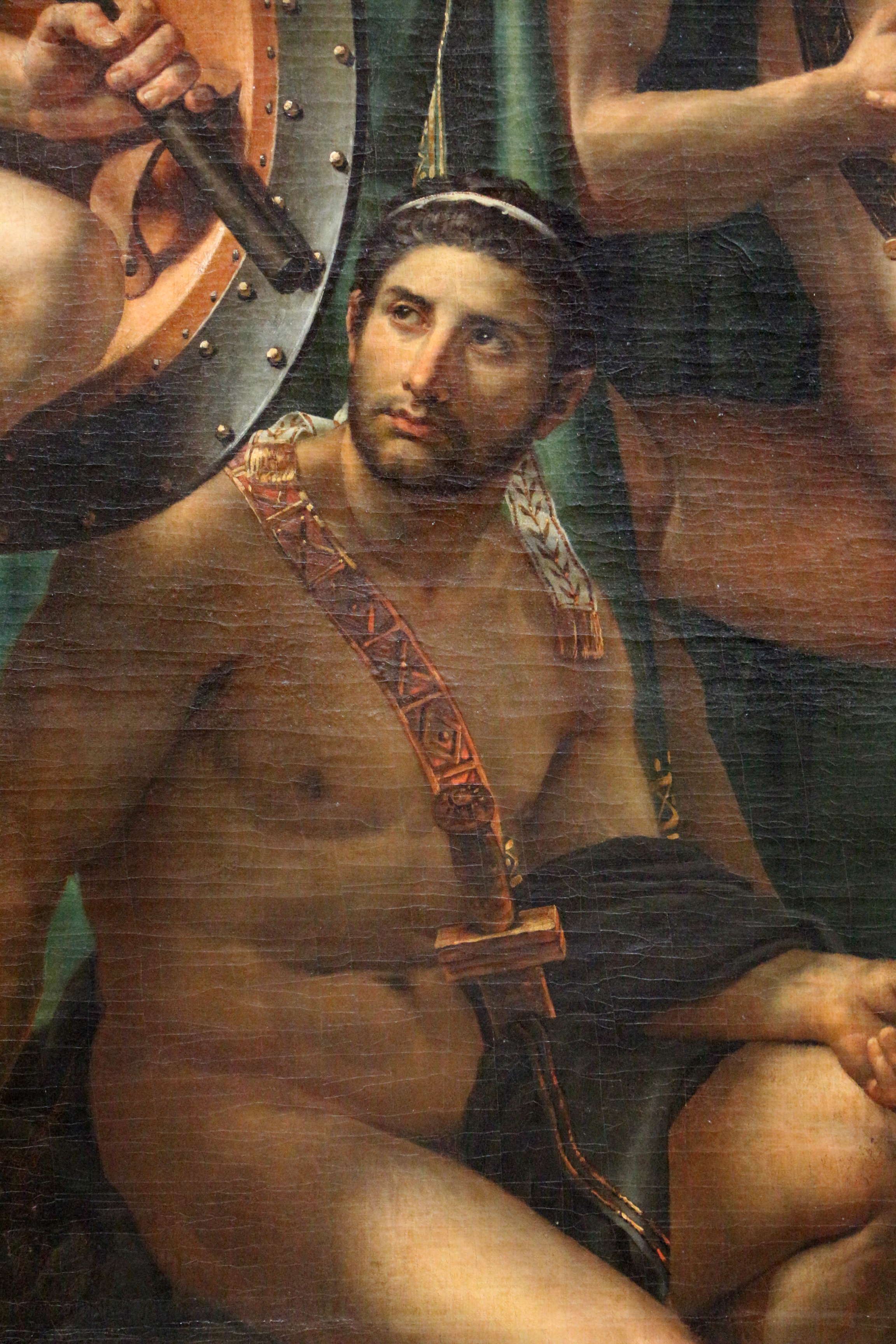
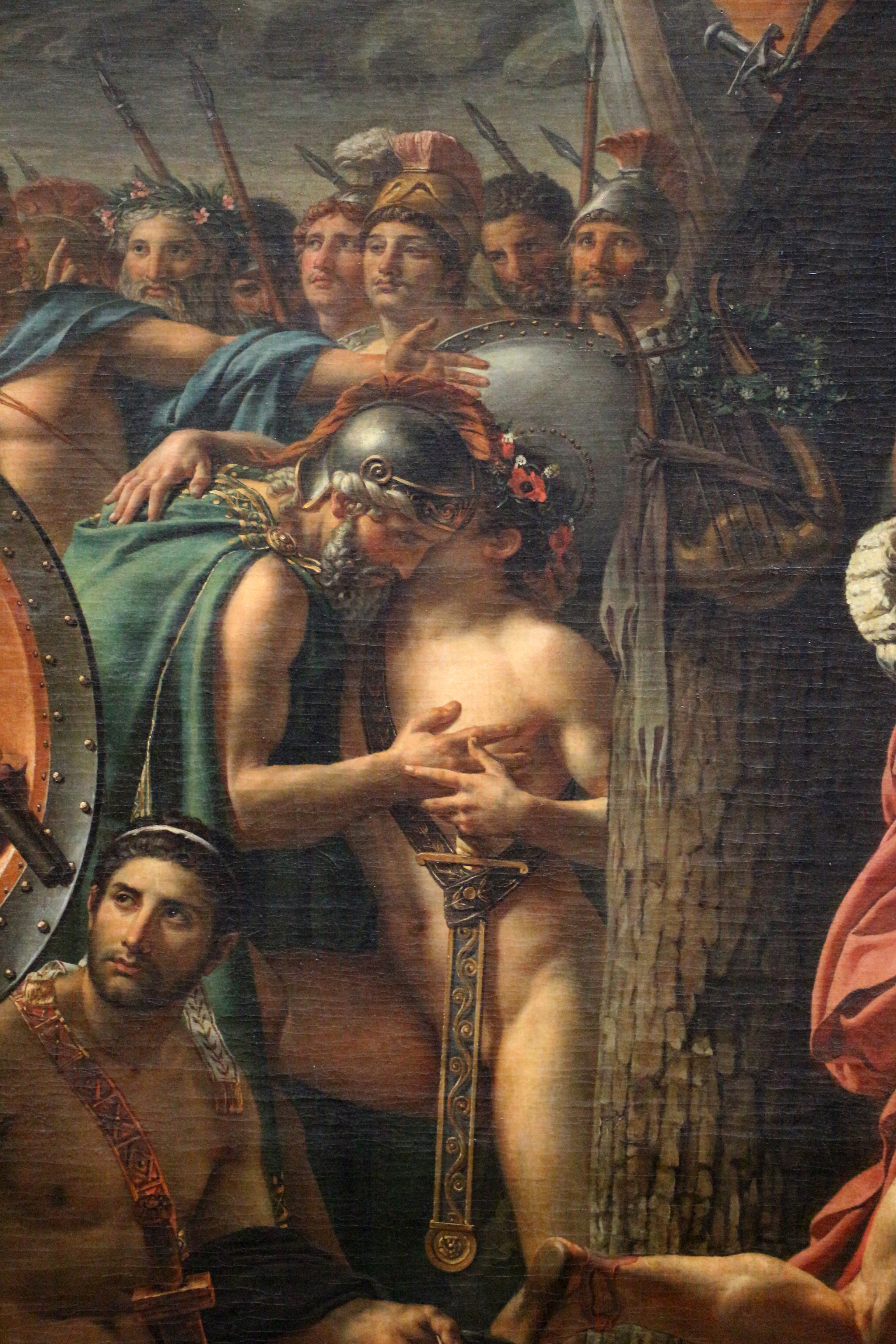

ディテール
準備素描

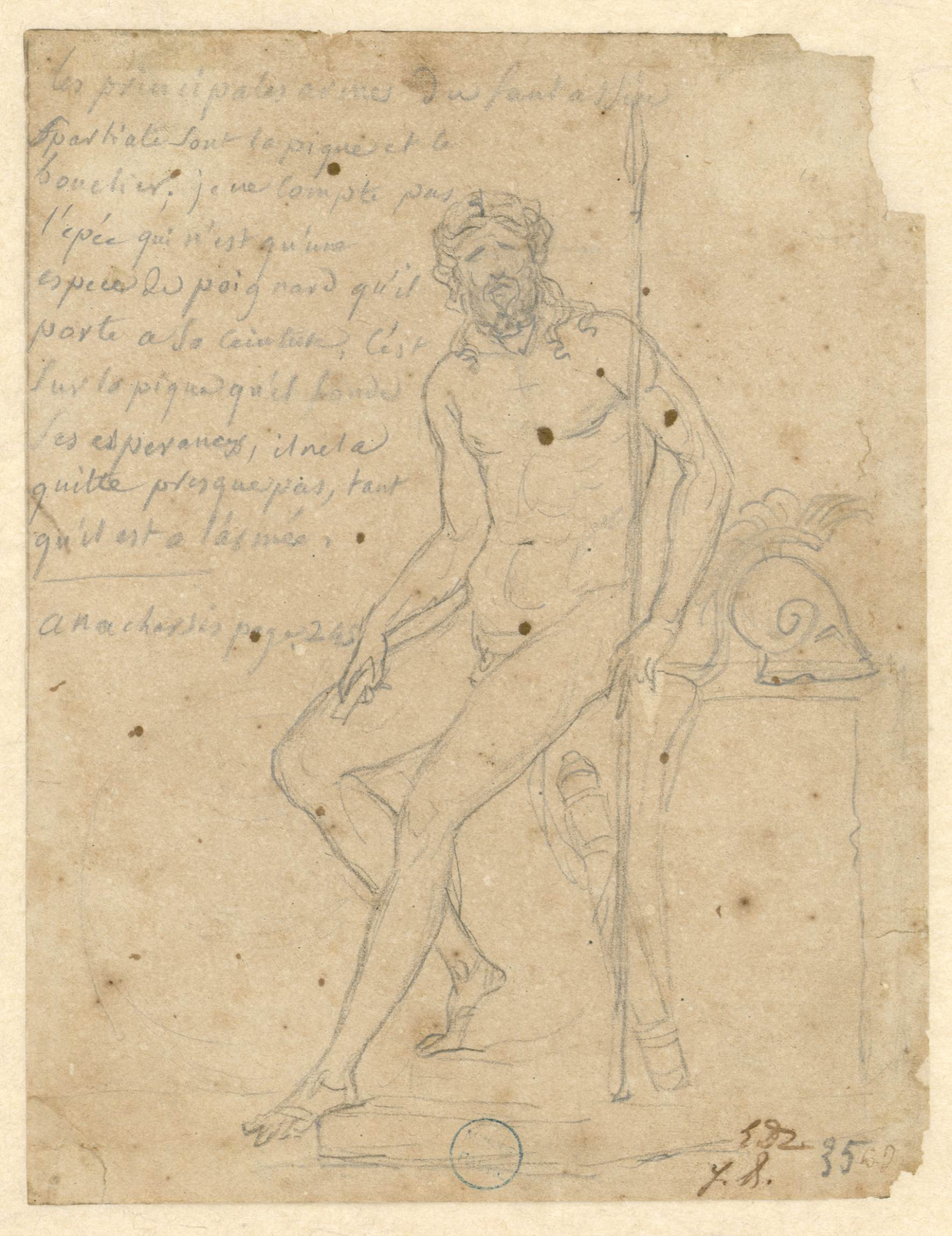
ファーブル美術館所蔵
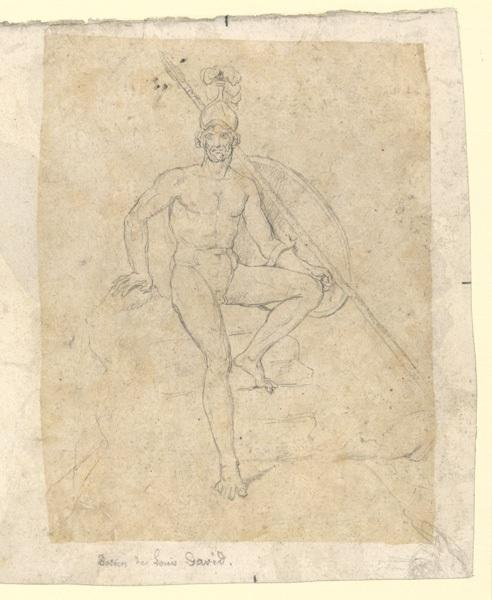
アンジェ美術館所蔵
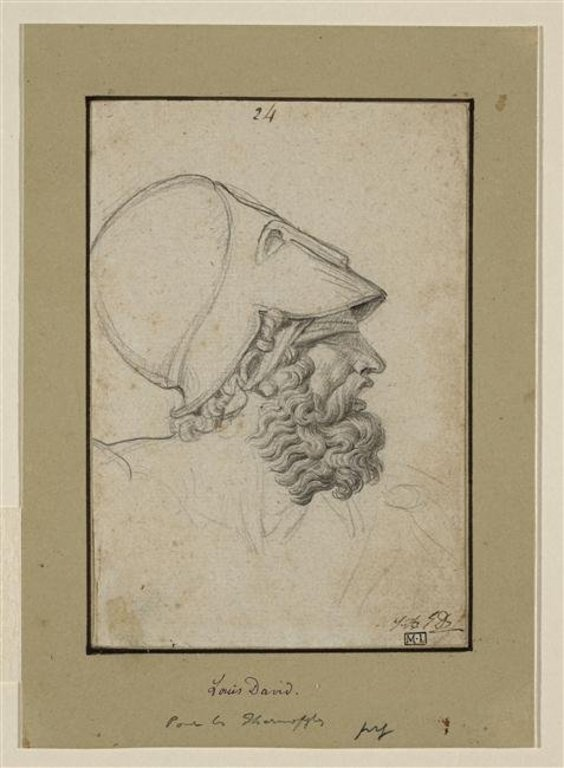
ルーヴル美術館所蔵
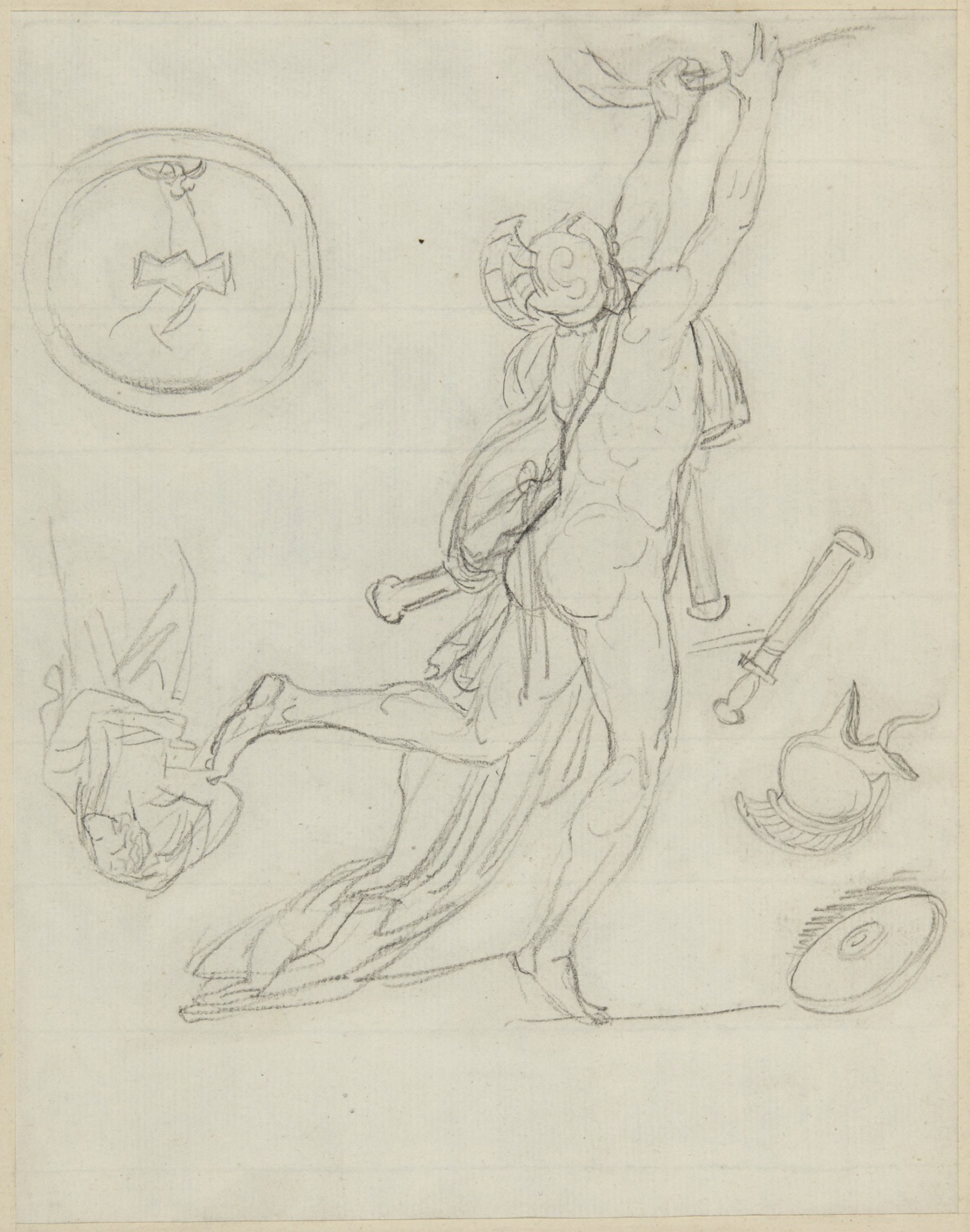
プリンストン大学美術館所蔵
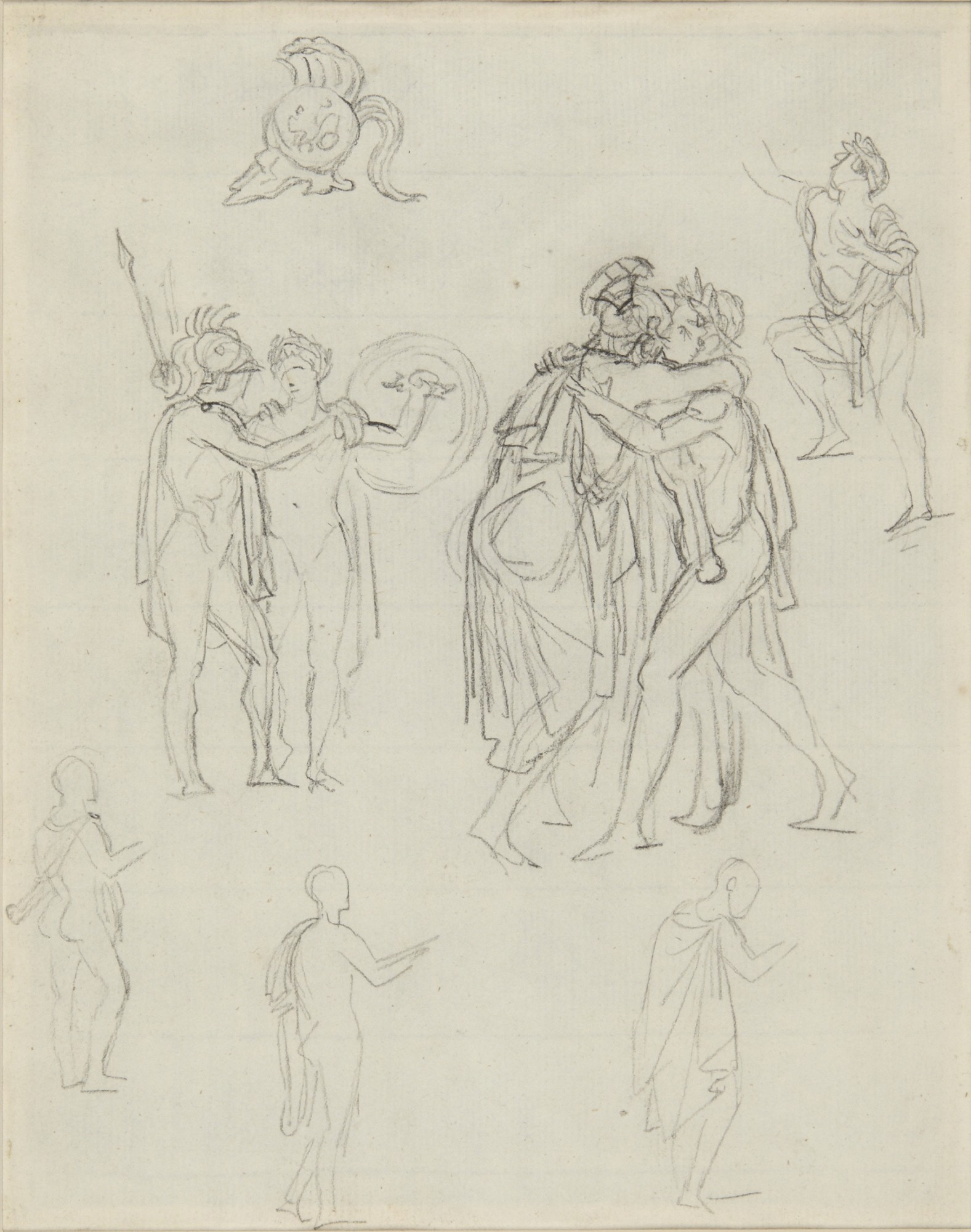
プリンストン大学美術館所蔵